# MLDonkey
MLDonkey és en l'actualitat, un programa P2P multixarxa capaç de connectar-se a diverses xarxes simultàniament, i descarregar un sol fitxer de diverses xarxes a la vegada, gràcies al swarming.

## Història
Va rebre el seu nom per haver estat dissenyat com a client per a la xarxa eDonkey, però la contínua incorporació de mòduls per accedir a altres xarxes P2P, va fer que es canviés la seva denominació per l'actual de mlnet, restant el nom de mldonkey per la versió que es compila amb suport només per a la xarxa eDonkey. Va ser el primer programari que implementà el protocol eDonkey, excloent el client oficial.
El desenvolupador original de MLDonkey és Fabrice Le Fessant de l'INRIA. Va iniciar el projecte a finals del 2001. Escrit en el llenguatge de programació Ocaml, es distribueix públicament sota llicència GPL. Originalment es va concebre com un esforç per difondre l'ús d'OCaml a la comunitat de codi obert.
El gener de 2003, Slyck.com va informar d'una breu fricció entre els desenvolupadors de MLDonkey i els desenvolupadors oficials d'Overnet MetaMachine, que van denunciar MLDonkey com un "client deshonest", presumptament per un comportament incorrecte a la xarxa.
Les versions anteriors a la 3.0 tenen una vulnerabilitat de seguretat coneguda que permet a un atacant amb accés a la interfície web llegir qualsevol fitxer del sistema de fitxers.

## Funcionament
Funciona en dues parts, per un costat un core o nucli fent feina de manera "invisible" i per altra banda una interfície gràfica o GUI opcional. El funcionament del nucli es pot gestionar via telnet, http o per mitjans d'altres GUIs independents (Sancho, Platero, KMLdonkey...). Aquesta funció de nucli independent de la interfície, permet gestionar MLDonkey remotament des d'una altra màquina, usar diferents interfícies gràfiques sense modificar o parar el nucli, o accedir simultàniament des de les diferents interfícies.

## Plataformes
MLDonkey pot executar-se en Windows, diverses distribucions *NIX (la majoria dels UNIX comercials, GNU/Linux, Free/OpenBSD), Mac OS X, etc.

## Xarxes suportades
MLDonkey suporta els següents protocols, totalment o parcialment:
- BitTorrent
- DirectConnect
- eDonkey
- FastTrack (KaZaA)
- Gnutella
- Kademlia
- Overnet
- OpenNap
- Gnutella2
- SoulSeek
- FileTP (Descàrregues directes per FTP i HTTP)

Existeix també un GUI anomenat Web-GMUI (deriva de Zuul, un altre GUI) que afegeix funcionalitats de multi-usuari a MLDonkey.